# Buasjön (Töllsjö socken, Västergötland)
Buasjön är en sjö i Bollebygds kommun i Västergötland och ingår i Göta älvs huvudavrinningsområde. Sjön har en area på 0,0716 kvadratkilometer och ligger 153,5 meter över havet. Vid provfiske har abborre och mört fångats i sjön.

## Delavrinningsområde
Buasjön ingår i det delavrinningsområde (641435-130864) som SMHI kallar för Utloppet av Ören. Medelhöjden är 176 meter över havet och ytan är 10,69 kvadratkilometer. Räknas de 4 avrinningsområdena uppströms in blir den ackumulerade arean 36,83 kvadratkilometer. Laxån som avvattnar avrinningsområdet har biflödesordning 3, vilket innebär att vattnet flödar genom totalt 3 vattendrag innan det når havet efter 54 kilometer. Avrinningsområdet består mestadels av skog (74 procent). Avrinningsområdet har 1,67 kvadratkilometer vattenytor vilket ger det en sjöprocent på 15,6 procent.